# Andrew Smith (zoòleg)
Andrew Smith (3 de desembre del 1797 - 12 d'agost del 1872) fou un cirurgià militar, explorador i zoòleg escocès.

## Biografia
Smith nasqué a Hawick (Escòcia). El seu primer treball fou com a cirurgià de bord.
Entre el 1820 i el 1837 s'instal·là a la Colònia del Cap, on dirigí una expedició científica a l'interior de l'actual Sud-àfrica. La feina de l'expedició es plasmà en el llibre Il·lustracions de la Zoologia de Sud-àfrica, que escrigué entre el 1838 i el 1850.
Smith conegué el jove geòleg i naturalista Charles Darwin en el segon viatge del Beagle, en arribar a Ciutat del Cap el maig del 1836, i li mostrà formacions rocoses. Darwin es correspongué amb Smith sobre els motius pels quals els grans animals de Sud-àfrica vivien amb poca vegetació, mostrant que la falta de vegetació exuberant no explicava l'extinció d'aquelles gegants criatures els fòssils de les quals Darwin havia trobat a Sud-amèrica. Darwin sovint esmentava Smith en els seus escrits i el 1857 fou el seu patrocinador com a nou membre de la Royal Society.
El 1837 tornà al Regne Unit, on fou director general del servei Mèdic Britànic durant la guerra de Crimea fins a la seva jubilació el 1858.

## Correspondència amb Charles Darwin
- 16 de març del 1839
- 19 de febrer del 1842
- 1862
- 1867
- 26 de febrer del 1871
- 17 d'abril del 1871
- 16 de maig del 1871
- 18 de juliol del 1871